# Monte San Bartolo
Monte San Bartolo es una montaña ubicada en la región italiana de las Marcas. La montaña forma parte del Parco naturale regionale del Monte San Bartolo, un parque regional de Italia. La montaña forma el principio de un sistema de colinas costeras en la Italia central. El sistema sigue las playas del mar Adriático septentrional.